# Soveja (gmina)
Soveja – gmina w Rumunii, w okręgu Vrancea. Obejmuje miejscowości Dragosloveni i Rucăreni. W 2011 roku liczyła 2159 mieszkańców.